# Ten kluk je postrach 2
Ten kluk je postrach 2 (v anglickém originále Problem Child 2) je americký komediální film z roku 1991. Režíroval jej Brian Levant a hlavní roli Prcka zahrál Michael Oliver

## Děj
Tentokrát malý Prcek (Michael Oliver) snaží ničit svému otci rande se ženami. Nakonec jeho otec pan Healy (John Ritter) potká bohatou ženu Lawandu (Laraine Newman), která nesnáší děti a hlavně Prcka. Když se to Prcek dozví, chce zkazit vztah mezi jeho otcem a Lawandou. Hlavně Prckův dědeček, velký Ben (Jack Warden), chce, aby si jeho syn Ben Healy vzal Lawandu za ženu, protože potřebuje peníze. Prcek se setká ve škole se svým největším nepřítelem, dívkou Trixie (Ivyann Schwan), se kterou se pak spřátelí, a poté spolu vymyslí plán, jak překazit jejich svatbu. Nakonec se Prckův otec zamiluje do Trixiiny mámy Anie, kterou si pak vezme za ženu.